# Vol de nuit (album)
Pour les articles homonymes, voir Vol de nuit (homonymie).
 (janvier 2023).
Albums de L'Ange Vert
Tempête et Châtiments
(1999)
Vol de nuit est un album live du groupe de rock celtique L'Ange Vert.

## Titres
1. Tempête et Châtiments
2. Je pars, I et III
3. Gardien de lumière
4. Jo
5. L'homme qui regardait la mer
6. Son ar Scorv
7. Gavotennoù ar Menez (Metig)
8. Les Birvideaux
9. De Nantes à Marrakech
10. Tavarn !

## Formation
- Éric Vasse : chant et guitare
- Christophe Archan : batterie et percussions
- Bruno Rouillé : chant, harmonicas et bombardes
- Éric Daniel : basses
- Stéphane Archan : guitares et mandoline